# Colin Delaney
Colin Matthew Delaney (7 de septiembre de 1986) es un luchador profesional estadounidense, conocido por haber trabajado en la empresa World Wrestling Entertainment. También ha luchado en varias empresas del circuito independiente, tales como Squared Circle Wrestling, Chikara, National Wrestling Alliance o Combat Zone Wrestling bajo el nombre de Colin Olsen y "Extremely Cute Wrestler" Colin Delaney.

## Carrera

### Circuito independiente (2003-2007)
Delaney comenzó en el mundo de la lucha libre profesional como comentarista en la promoción de Rochester, New York Roc City Wrestling. Poco después se cambió a la empresa rival, Rochester Pro Wrestling, donde entrenó como luchador bajo la tutela de Hellcat. Tras eso, comenzó a luchar en empresas como NWA Empire, NWA Upstate, Chikara, UWA Hardcore Wrestling en Canadá, Squared Circle Wrestling, Buffalo Championship Wrestling, Roc City Wrestling y Combat Zone Wrestling bajo el nombre de Colin Olsen, en ocasiones junto a su hermano (kayfabe) Jimmy Olsen. Apodado como "The Feel-Good Tag Team of the Decade", the Olsen Brothers obtuvieron una buena aceptación como heels cómicos, debido a su comprotamiento, como escuchar música de Savage Garden o Britney Spears.
Luchando como Colin Olsen, Delaney ganó algunos campeonats. Su primer título lo ganó junto a Jimmy el 13 de noviembre de 2004: el Campeonato en Parejas de la NWA Upstate, tras derrotar a the Ring Crew Express (Kevin Dunn and Mean Marcos). Retuvieron los títulos por seis meses, hasta que los perdieron ante The Outcast Killaz el 14 de mayo de 2005. También ganaron el Campeonato en Parejas de la RCW el 20 de enero de 2006 al derrotar a the Prophets of Pain (Father Synne and Hard Knox) y lo retuvieron hasta el 9 de junio de 2006, cuando se los quitaron debido a que el acuerdo de trabajo entre NWA Upstate y Roc City Wrestling se acabó.[cita requerida]
El 19 de mayo de 2007, derrotó a Will Christianson y Damien Alexander, ganando el Campeonato Señor del Baile de la NWA Empire, un título que sólo podía ser defendido en luchas de tres. Su última defensa del título fue el 8 de diciembre de 2007, donde se enfrentó a Jimmy Olsen y Christianon. El 9 de febrero de 2008, dejó el título vacante debido a que había firmado con la WWE.

### World Wrestling Entertainment (2007-2008)
Delaney debutó en la World Wrestling Entertainment (WWE) como un jobber, siendo derrotado el 18 de diciembre de 2007 en la ECW por Shelton Benjamin, siendo derrotado por Big Daddy V dos semanas después. El 8 de enero de 2008, en ECW, fue derrotado por Mark Henry. Tras eso, sería derrotado por Kane y The Great Khali. El 29 de enero de 2008, los Campeones en Parejas de la WWE Miz & John Morrison le derrotaron en una lucha en desventaja. Tras el combate, ambos le atacaron hasta que fue salvado por Tommy Dreamer.
Delaney tuvo su primera victoria el 26 de febrero de 2008, derrotando a los Campeones en Parejas junto a Dreamer. El 11 de marzo, retaron a los campeones a una Extreme Rules match por los títulos, pero fueron derrotados. En las siguientes semanas, el General Mánager de la ECW, Armando Estrada, informó a Delaney de que debía tener una victoria individual para obtener un contrato en la WWE. Delaney no pudo derrotar a ningún luchador durante las próximas semanas, incluyendo a su mentor Dreamer (a quien Estrada había amenazado con despedir si perdía). Finalmente, el 6 de mayo de 2008, derrotó a Estrada en un combate, ganando su contrato, el cual había firmado (legítimamente) en febrero. Su primer combate como "luchador oficial de la ECW" fue contra Mike Knox, el cual perdió. Tras esto, continuó en la ECW hasta que el 20 de julio de 2008, en The Great American Bash, cambió a heel al traicionar Dreamer durante su combate por el Campeonato de la ECW contra Mark Henry. Ambos tuvieron un combate, un Extreme Rules match, en el cual Dreamer le derrotó fácilmente. El 15 de agosto fue despedido de la WWE, debido a recortes de presupuesto.
El 12 de diciembre de 2017, realizó una aparición especial, el y otro compañero se enfrentaron a The Bludgeon Brothers, combate el cual perdieron muy rápido.
Hizo otra aparición en la WWE en el episodio del 19 de diciembre de 205 Live, perdiendo un combate contra el debutante Hideo Itami.En el episodio del 10 de julio de 2018 de 205 Live , Delaney perdió con Lio Rush. 

### Regreso al circuito independiente (2008–2013)
Ese mismo día, Delaney trabajó su primer partido de vuelta en el independiente. Trabajando para UWA Hardcore Wrestling, Delaney se unió al exsocio Jimmy Olsen en un esfuerzo ganador al derrotar a Up In Smoke. El 6 de septiembre, Delaney regresó a Chikara, donde recibió una ovación atronadora. Sin embargo, la noche siguiente se volvió loco, atacó a Jimmy Olsen y luego se unió a Vin Gerard y STIGMA para formar The UnStable. También dejó a un lado su apellido Olsen y comenzó a usar su apellido Delaney. En la compañía en la que fue entrenado, NWA Upstate, regresó como una cara para algunos shows hasta que se volvió loco ayudando al campeón de talones Danny Doringretener su título NWA Upstate. Finalmente le costó a Danny Doring su título el 5 de septiembre a Pepper Parks y los dos ahora están peleándose. Actualmente está asesorando a un establo conocido como The Young & The Wrestlers, que está formado por nuevos luchadores de talones. El 5 de diciembre, Colin manejó The Young & The Wrestlers en un partido 3 contra 1 contra Danny Doring en Rochester NY.
Delaney ganó el Campeonato de Peso Pesado del Imperio NWA de Jonny Puma el 6 de diciembre de 2008, en North Tonawanda, Nueva York. En abril, Jimmy Olsen hizo un sorpresivo regreso al Imperio NWA y reformó su equipo con Delaney al ayudarlo a defender su título contra Pepper Parks. A principios de 2009, Delaney comenzó a pelear con D'Lo Brown en Chikara, cubriéndolo limpiamente en la primera ronda del King of Trios 2009 , donde The UnStable se enfrentó a Brown, Al Snow y Glacier. The UnStable derrotó a Da Soul Touchaz para avanzar a las semifinales del torneo, donde fueron derrotados por Team Uppercut (Claudio Castagnoli, Bryan Danielson y Dave Taylor ). D'Lo Brown y Glacier regresaron a Chikara el 24 de mayo y vengaron su pérdida de tríos al derrotar a Delaney y Gerard en un combate por equipos. En agosto de 2009, Delaney avanzó a la final del torneo Young Lions Cup VII de Chikara , pero finalmente fue derrotado por el Jugador Dos. El 19 de septiembre de 2010, en Chikara's Through Savage Progress Cuts, Jungle Line Delaney recurrió a Gerard y STIGMA para volver a formar su equipo con Jimmy Olsen, adoptando el nombre del anillo Colin Delaney Olsen en el proceso. El 24 de octubre, en el primer partido entre los Olsen Twins y el UnStable, Vin Gerard recogió la victoria de su equipo al obligar a Delaney Olsen a presentarse. Los dos equipos tuvieron una revancha el 21 de noviembre, esta vez con los Olsen Twins saliendo victoriosos. En el final de la temporada nueve el 12 de diciembre, Delaney Olsen derrotó a Gerard en un partido individual. 
A lo largo de 2010 y 2011, también participó en la lucha Alpha-1 del sur de Ontario, principalmente peleándose con Ethan Page. Desde 2008, ha luchado con el Cartel Internacional de Lucha Libre en Pensilvania, incluida la celebración del Campeonato de equipo de etiqueta IWC con Keith Haught en 2013 entre compromisos de lucha libre con varias otras promociones en el área.

### All Elite Wrestling (2020-2021)
El 29 de enero de 2020, Delaney hizo su debut en All Elite Wrestling en AEW Dark. Se unió a Shawn Spears en un esfuerzo por perder contra los Best Friends (Chuck Taylor y Trent?)

## Circuito independiente
El mismo día, Delaney participó en su primer combate de regreso al circuito independiente. Trabajando para UWA Hardcore Wrestling, Delaney se unió a su anterior pareja Jimmy Olsen en un esfuerzo para sacar la victoria ante Up In Smoke. El 6 de septiembre, Delaney redebutó en Chikara, donde recibió una impresionante ovación. Sin embargo, la noche siguiente dio un giro Heel, atacando a Jimmy y después uniéndose a Vin Gerard y STIGMA formando el UnStable. También participa con su apellido Olsen al igual que el de Delaney. Ahora participa con un gimmick de "superestrella", que afirman merecen algo mejor que realizar en los lugares que ha reservado y que merece una mejor oposición que ha dado él. Como parte de este truco, Delaney ha comenzado a utilizar los movimientos característicos de los artistas intérpretes, tales como la WWE John Cena, Randy Orton, y Tommy Dreamer, y utiliza la firma FU de Cena como un finisher.

## En lucha
- Movimientos finales
  - Attitude Adjustment / FU[24] (Fireman's carry takeover) - 2009-presente; parodiado de John Cena
  - Rko[24] (Jumping cutter) - 2009-presente; parodiado de Randy Orton
  - DDT[24] - 2007-2008; adoptado de Tommy Dreamer
  - Double knee backbreaker[24]

- Movimientos de firma
  - Five Knuckles Shuffle[24] (Running delayed fist drop con burlas) - 2009-presente; parodiado de John Cena
  - Running punt kick a la cabeza de un oponente levantándose[25][26] - 2009-presente; parodiado de Randy Orton
  - Dropkick, a veces desde una posición elevada[24]
  - Running jumping chop drop[24]
  - Backslide pin[24]
  - Diving crossbody
  - Springboard cutter
  - Somersault plancha
  - Sunset flip
  - Senton bomb

## Campeonatos y logros
- Absolute Intense Wrestling
  - AIW Absolute Championship (1 vez)[27]
  - AIW Tag Team Championship (1 vez) – con Jimmy Olsen[28]

- International Wrestling Cartel
  - IWC Tag Team Championship (1 vez) – con Keith Haught[29]

- NWA Empire
  - NWA Empire Heavyweight Championship (1 vez)[1]
  - NWA Empire Tag Team Championship (1 vez) – con Mean Marcos[1][22]
  - NWA Empire Lord of the Dance Championship (1 vez)[1][7]

- NWA Upstate
  - NWA Upstate Tag Team Championship (1 vez) – con Jimmy Olsen[24]

- Roc City Wrestling
  - RCW Tag Team Championship (1 vez) – con Jimmy Olsen[4]

- Squared Circle Wrestling
  - 2CW Tag Team Championship (1 vez) – con Jimmy Olsen[30]

- Pro Wrestling Illustrated
  - Situado en el N°400 en los PWI 500 del 2008[31]
  - Situado en el Nº410 en los PWI 500 del 2009.
  - Situado en el Nº204 en los PWI 500 de 2010[32]